# Jouko Ylihannu
Jouko Ylihannu (né le 25 août 1912 à Viipuri – décédé le 3 décembre 1987) est un architecte finlandais.

## Biographie
En 1937, il obtient son diplôme d'architecte de l'école supérieure technique de Finlande.
Pendant ses études, il fonde son propre cabinet, ce qui lui permet d'apprendre son métier en réalisant de nombreux projets.
De 1935 à 1937, il travaille au cabinet de Jalmari Peltonen où il conçoit des immeubles résidentiels, des écoles, des bâtiments de fermes et des bâtiments de laboratoires.
De 1938 à 1940 puis en 1942, Jouko Ylihannu retourne à Viipuri travailler au bureau de la construction de la ville. 
Simultanément il travaille pour le cabinet Martikainen-Ypyä & Ypyä. 
En 1940-1941, il travaille au bureau de la construction de la ville de Turku et en 1941 pour le département de la reconstruction du ministère de la défense . 
Pendant la guerre il travaille entre autres à des projets de reconstruction.
En 1944-1945, Jouko Ylihannu conçoit des bâtiments d'habitation, de commerce et d'usines pour le cabinet Martikainen-Ypyä & Ypyä.
En 1945, il est architecte pour l'association touristique de Finlande et pour Matkaravinto Oy.
En même temps, en 1950-1951, il fait partie du comité de la chemins de fer finlandais qui étudie et conçoit les réparations des restaurants de gares. 
Il trouve aussi le temps d'être assistant d’architecture de l'école supérieure technique de Finlande en 1949-1951.

## Ouvrages principaux
- 1941, Immeuble du 14b, rue Koulukatu, Turku
- 1948, Hôtel Pallas, Pallastunturi
- 1955, Agrandissement de la Taiteen Talo, 11-13, Hämeentie, Helsinki[2]
- 1957, 1-3-5, rue Kivitorpantie, Helsinki[3]
- 1962, Siège des assurances Kansa[4], Sörnäinen,
- 1963, 7, rue Pakilantie, Maunula
- 1971, Immeuble de bureaux, Kolmas linja 4[5],
- 1972, Scandic Park Helsinki
- 1973, 4, rue Metsäpurontie, Maunula
- 1973, IsoKarhu, Pori

## Galerie

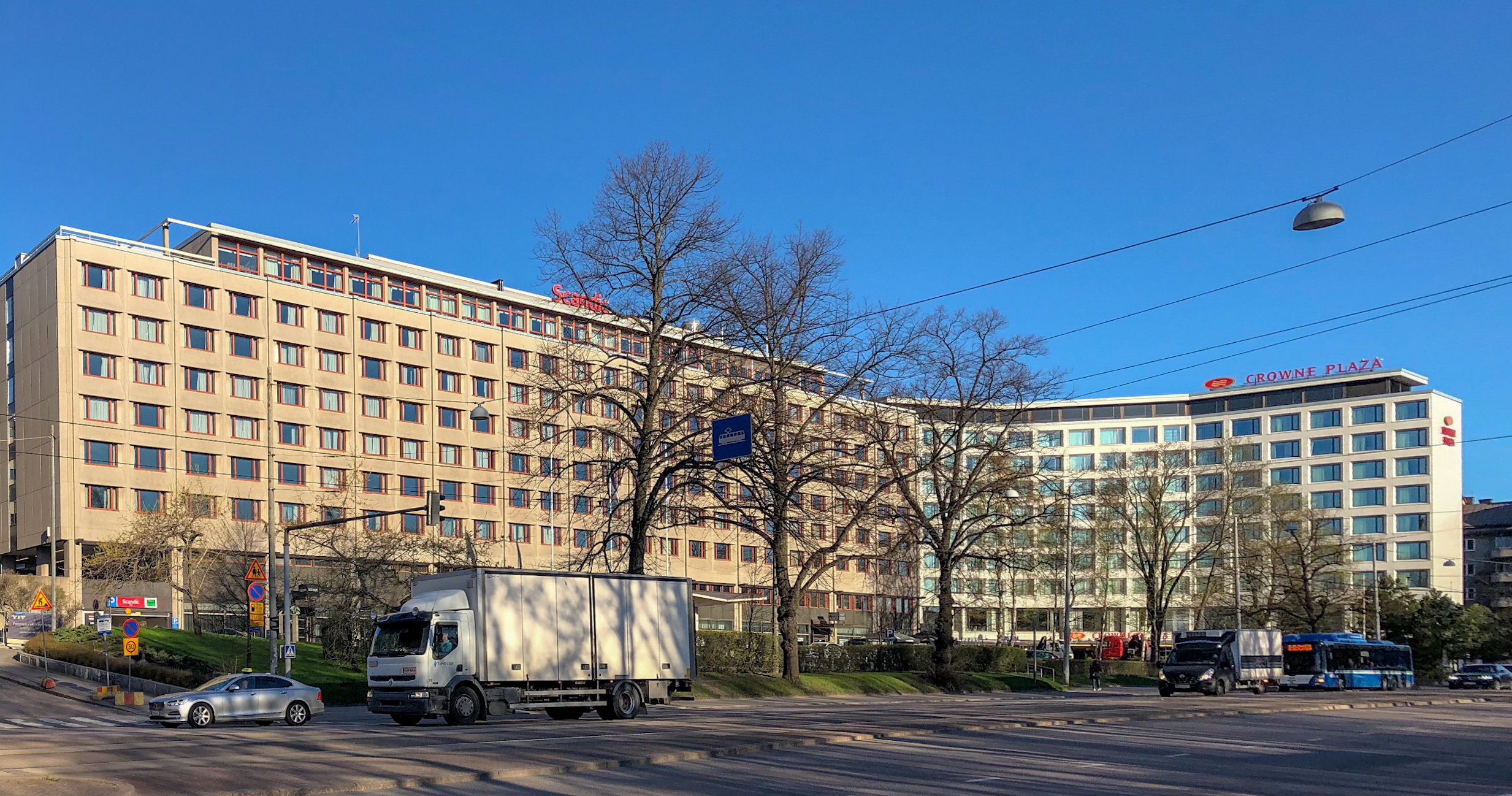
Scandic Park & Crown Plaza, Helsinki.
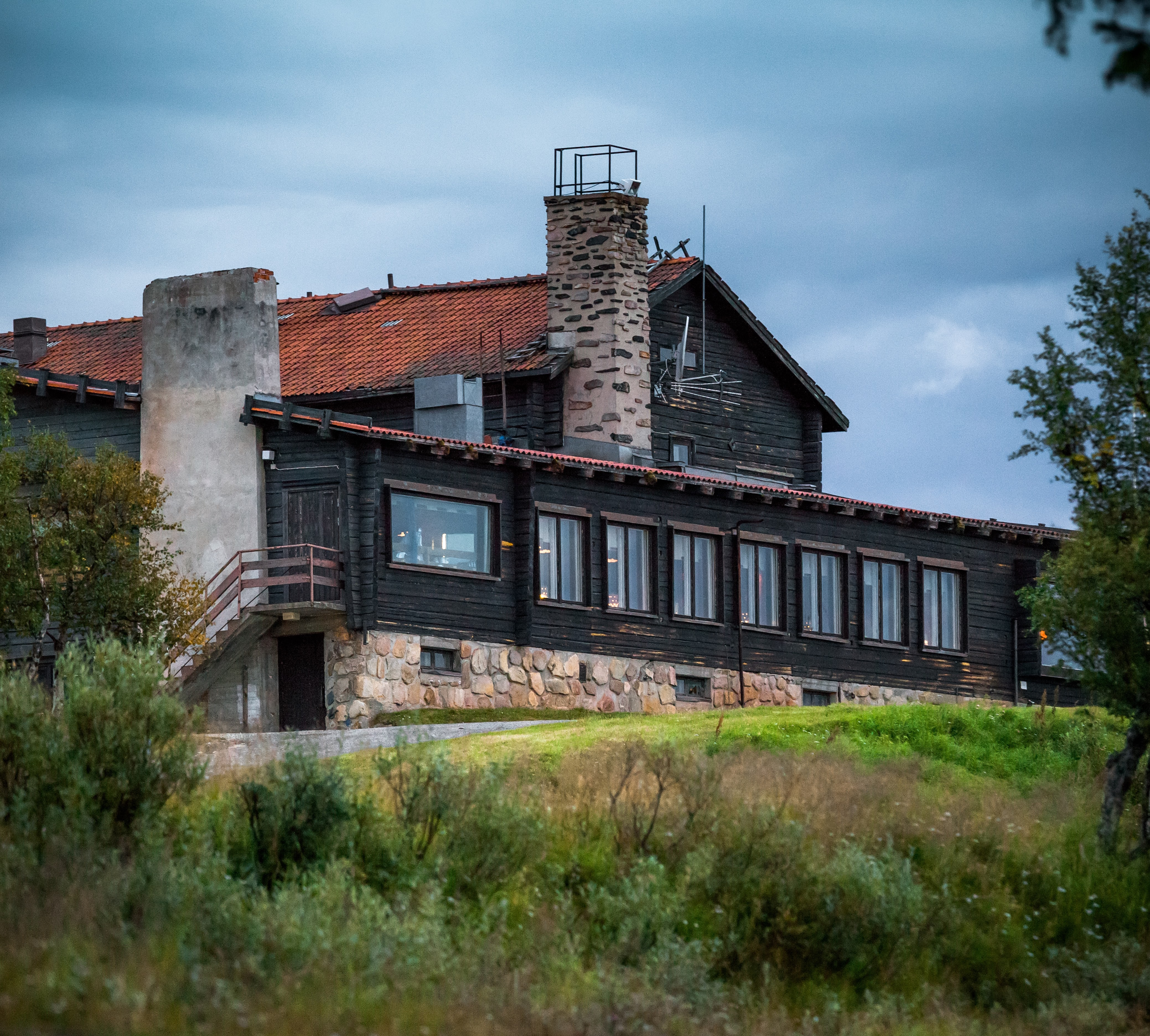
Hôtel Pallas, Pallastunturi
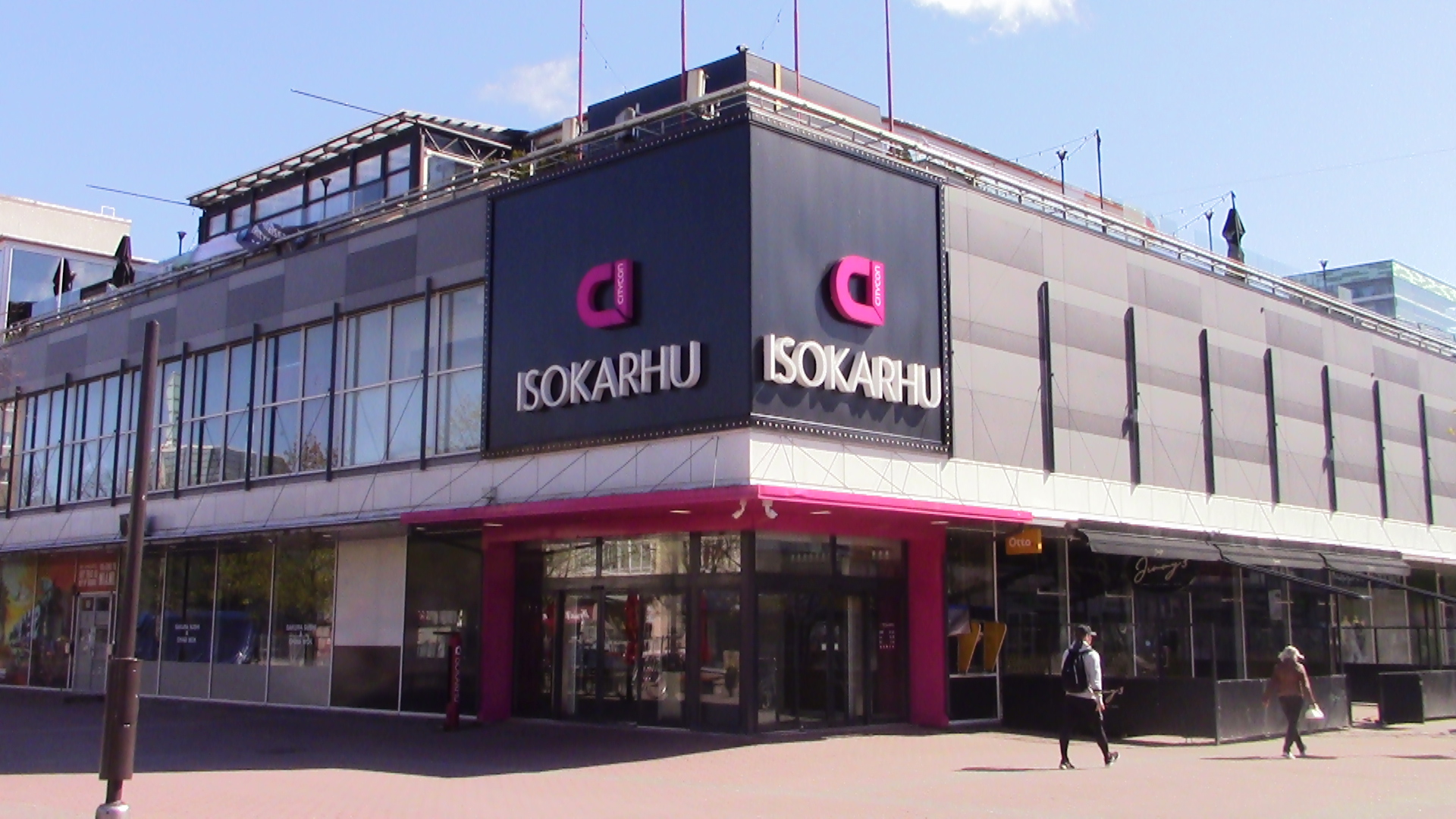
IsoKarhu.

.